# Lucius Iwejuru Ugorji

Wappen von Lucius Iwejuru Ugorji

Lucius Iwejuru Ugorji (* 13. Januar 1952 in Naze, Nigeria) ist ein nigerianischer Geistlicher und römisch-katholischer Erzbischof von Owerri.

## Leben
Lucius Iwejuru Ugorji empfing am 16. April 1977 das Sakrament der Priesterweihe.
Am 2. April 1990 ernannte ihn Papst Johannes Paul II. zum Bischof von Umuahia. Der Apostolische Pro-Nuntius in Nigeria, Erzbischof Paul Fouad Tabet, spendete ihm am 1. Juli desselben Jahres in der Kathedrale von Umuahia die Bischofsweihe; Mitkonsekratoren waren der Bischof von Awka, Albert Kanene Obiefuna, und der emeritierte Bischof von Umuahia, Anthony Gogo Nwedo CSSp.
Papst Franziskus ernannte ihn am 19. Februar 2018 für die Dauer der Sedisvakanz zusätzlich zum Apostolischen Administrator des Bistums Ahiara. In dem Bistum gab es Unruhen im Klerus, weil der vom Papst ernannte Peter Ebere Okpaleke von den Priestern der Diözese abgelehnt wurde.
Papst Franziskus ernannte Ugorji am 6. März 2022 zum Erzbischof von Owerri. Die Amtseinführung fand am 23. Juni desselben Jahres statt.

## Plagiatsvorwürfe
Ugorjis Dissertation über das ethische Prinzip der Doppelwirkung wurde 1984 an der Universität Münster bei Bruno Schüller (1925–2007) eingereicht, 1985 als Buch veröffentlicht und von mehreren Moraltheologen positiv rezipiert. Alkuin Schachenmayr stellte 2022 in einem Aufsatz im Forum Katholische Theologie fest, dass zahlreiche Stellen der Doktorarbeit ursprünglich von anderen Autoren veröffentlicht wurden, obwohl Ugorji die Texte als sein geistiges Eigentum präsentierte. Zum Teil sei aus Nachschlagewerken abgeschrieben worden, zum Teil aus einer 1935 veröffentlichten amerikanischen Dissertation.

## Schriften (Auswahl)
- The principle of double effect. A critical appraisal of its traditional understanding and its modern reinterpretation. Frankfurt am Main 1985, ISBN 3-8204-5627-9.